# Мафтуляк Михайло Васильович
Мафтуляк Михайло Васильович (4 вересня 1934, с. Гвоздоуци, Хотинського повіту, Бессарабія, нині с. Гвіздівці, Дністровського району, Чернівецької області — 4 березня 2018, м. Сокиряни, похований у с. Гвіздівці ) — український композитор, хоровий диригент, педагог. Член Всеукраїнської  музичної спілки, член Асоціації хорових диригентів. Заслужений працівник культури України (1985).

## Біографія
Михайло Мафтуляк народився 4 вересня 1934 року в селі Гвіздівці, тепер Сокирянського району Чернівецької області в селянській родині. Своє місце в житті шукав довго. І на шахті працював (на поверхні), і в колгоспі, і у взуттєвій майстерні, і на пилорамі. Служив у Радянській Армії. Навчався у творчій студії при Чернівецькому українському музично-драматичному театрі (тепер академічний імені Ольги Кобилянської) разом з майбутнім актором, сценаристом і режисером, лауреатом Державної премії України імені Т. Г. Шевченка Іваном Миколайчуком. У 1968 році закінчив Чернівецьке музичне училище. А в 1973-му — музично-педагогічний факультет Івано-Франківського педагогічного інституту ім. В. Стефаника.
Завідував сільським клубом у рідних Гвіздівцях, згодом запросили на посаду художнього керівника Сокирянського районного Будинку культури, де широко розправили крила його пісні, співпрацював  з  самодіяльним композитором Володимиром Давиденком. 
Михайло Васильович  засновник і багаторічний керівник і диригент народного жіночого вокального ансамблю «Мелодія» та народного самодіяльного  камерного хору «Гроно». 
У січні 1965р. Михайла Мафтуляка призначено завідувачем відділу культури райвиконкому. З 1965року по 2010 рік директор Сокирянської дитячої музичної школи.
```
Помер 04 березня 2018 року. Похований в рідному с. Гвіздівці.
```

Музична школа, яку він очолював 45 років тепер носить його ім'я 
(КЗ' Сокирянська музична школа ім М Мафтуляка ').

## Творча діяльність
Михайло Мафтуляк автор збірників пісень, вокально-хорових творів:
- Допоки музика звучить. — Київ: Арфа, 1996.
- Перешоцвіти. — Чернівці, 2004.
- Лунає музика землі… — Снятин: Музично-видавничий дім «В. Лазаренко», 2008.
- Шануймося та будьмо. — Снятин: Музично-видавничий дім «В. Лазаренко», 2011. — IN-MF-04-00552823.

Популярними стали пісні митця «Красуня смерічка», «Мамина сльоза», «Ти і я», «Краю мій», «Ровесники», «Весілля», «Ветерани»… Він також записує і обробляє народні пісні. Композитору присвоєно звання почесного громадянина рідного села та міста Сокиряни.

## Відзнаки, нагороди
- Заслужений працівник культури України.
- Лауреат Літературно-мистецької премії імені Сидора Воробкевича.
- Почесний громадянин села Гвіздівці.
- Почесний громадянин міста Сокиряни.
- Почесний громадянин Сокирянського району.